# ビルケニア
ビルケニア（Birkenia）は、絶滅した無顎類に属する魚類。シルル紀後期からデボン紀初期にかけて現在のヨーロッパに生息していた。体長は10センチメートルほどに達し泳いでいたと考えられている。